# Brouwerij Troost
Brouwerij Troost is een onafhankelijke brouwerij met twee proeflokalen in Amsterdam. Het bier wordt op twee locaties in de stad gebrouwen. Aan de Pazzanistraat in het Westerpark heeft de brouwerij een capaciteit van 6500 hl en aan het Cornelis Troostplein heeft de brouwerij een capaciteit van 800 hl.

## Geschiedenis
Sinds 2011 waren Jorrit Lootsma, Hendrik de Jong en Frits de Jong eigenaren van Café Kostverloren in Amsterdam-West. Na drie jaar het café uitgebaat te hebben, besloten zij om zelf bier te brouwen en te verkopen. Eind 2013 is Brouwerij Troost opgericht met Peter-Derk Muffels als brouwmeester en mede-eigenaar. De eerste brouwerij is aan het Cornelis Troostplein in Amsterdam geopend en bevindt zich in een voormalig klooster. De brouwcapaciteit van de brouwerij is 800 hl. De vraag was echter zo groot, dat er plannen voor een tweede brouwerij ontwikkeld werden. In 2015 is de tweede brouwerij in een voormalig gasfabriek op het Westerpark geopend. De brouwcapaciteit van deze brouwerij is 6500 hl. Het meeste bier wat in de proeflokalen en aan cafés en leveranciers wordt verkocht, wordt op het Westergasterrein gebrouwen. De brouwerij aan het Cornelis Troostplein richt zich op het ontwikkelen van nieuwe smaken en het experimenteren met bestaande smaken.

## Brouwen voor brouwerijhuurders
Brouwerij Troost reserveert ruimte voor brouwerijen die geen of te weinig ketels hebben. Onder andere Branie Bier, Brouwerij de Eeuwige Jeugd en Ouderkerks Goud brouwen er hun bier.
In juni 2016 werd Pieper Bier op de markt gebracht door "Instock" (medewerkers van en met steun door Albert Heijn) in samenwerking met Brouwerij Troost. Dit bier wordt gemaakt op basis van aardappelen die niet meer verkocht kunnen worden.

## Bieren

### Standaardbieren
- Lager, 4,8%: lichtblonde Lager (op fles verkrijgbaar)
- Weizen, 4,7%: een tarwebier gebaseerd op Duitse Weizen (op fles verkrijgbaar)
- Honingblond, 7,0%: Blond bier vergist met honing (op fles verkrijgbaar)
- Tripel, 7,5%: een Tripel met citrustonen
- Amber Ale, 5,5%: lichtzoete American Amber Ale met een hoppige afdronk (op fles verkrijgbaar)
- Session, 3,8%: frisse Session met fruitig Citra-hoparoma
- Saison, 5,5%: fris en fruitige Saison (op fles verkrijgbaar)
- Smoked Porter: 5,1%: Porter met geroosterde en gerookte mouten
- I.P.A., 6,5%: India Pale Ale met Simcoe, Citra, Columbus en Centennial hop (op fles verkrijgbaar)
- Double I.P.A., 7,5%: een tropisch fruitige Double I.P.A.
- Black I.P.A., 3,8%: een I.P.A. gebrouwen met geroosterde mouten (niet meer verkrijgbaar)
- Imperial I.P.A., 7,2%: een Imperial I.P.A. met stevige bitterheid (niet meer verkrijgbaar)

### Seizoensbieren
- Lentebier, 6,5% (lente): een bitterzoet lentebier (niet meer verkrijgbaar)
- Bok, 6,5% (herfst): een Bok gebrouwen met gerst, haver en rogge (niet meer verkrijgbaar)
- Bock, 6,5% (herfst): een traditionele Bock van lage gisting
- Dubbelbok, 6,8% (herfst): een moutige Bok (niet meer verkrijgbaar)